# ۱۹۰۳

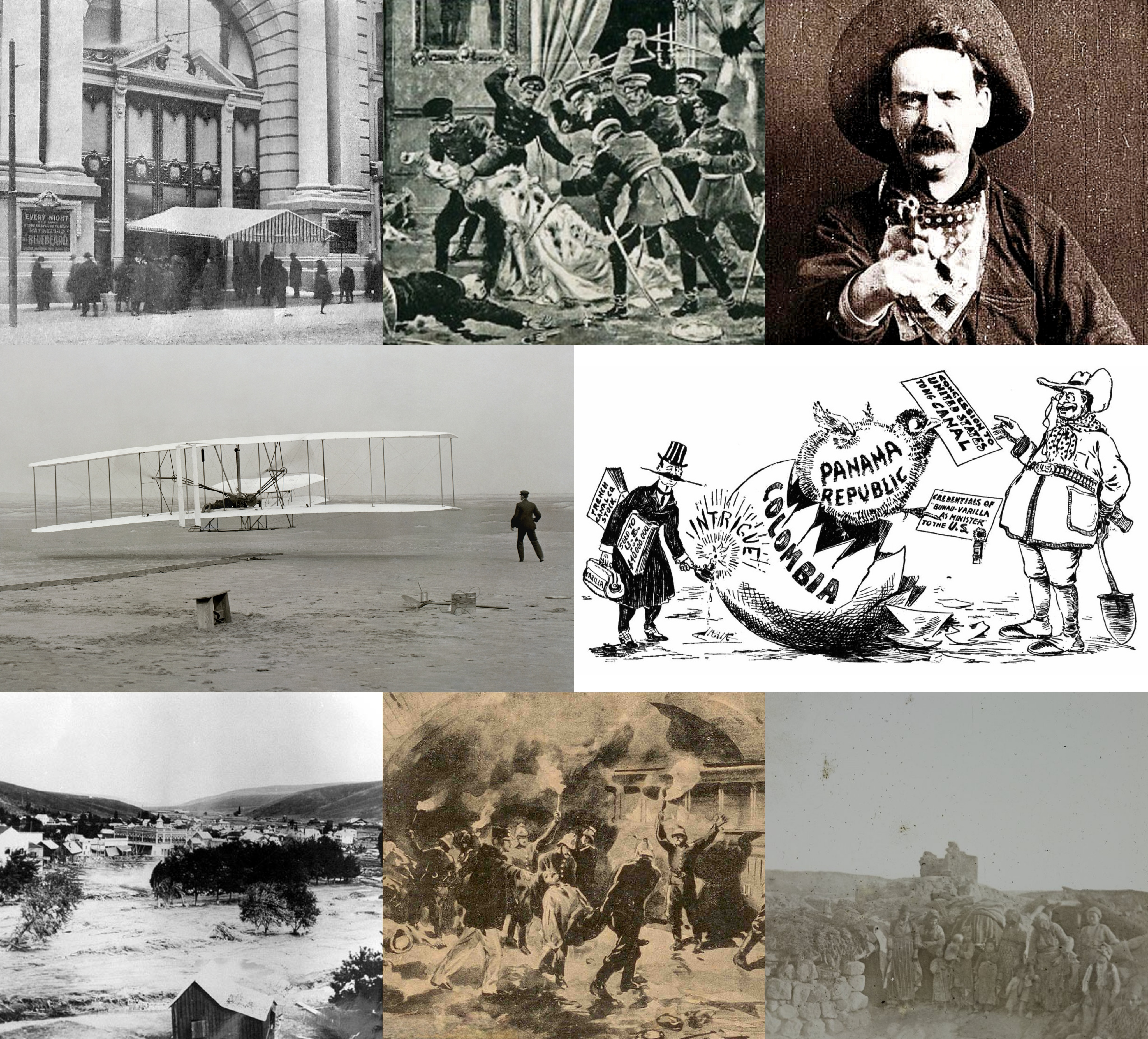
برخی از اتفاقات مهم در سال ۱۹۰۳ میلادی

۱۹۰۳ میلادی سومین سال در سده بیستم در گاه‌شماری میلادی بود.

## رویدادها
- خلق اثر نقاشی تراژدی توسط پابلو پیکاسو

- تأسیس لیسه حبیبیه، نخستین مدرسه سبک جدید در افغانستان با دستور شاه حبیب‌الله.این مدرسه مخصوص پسران بود.

ژانویه

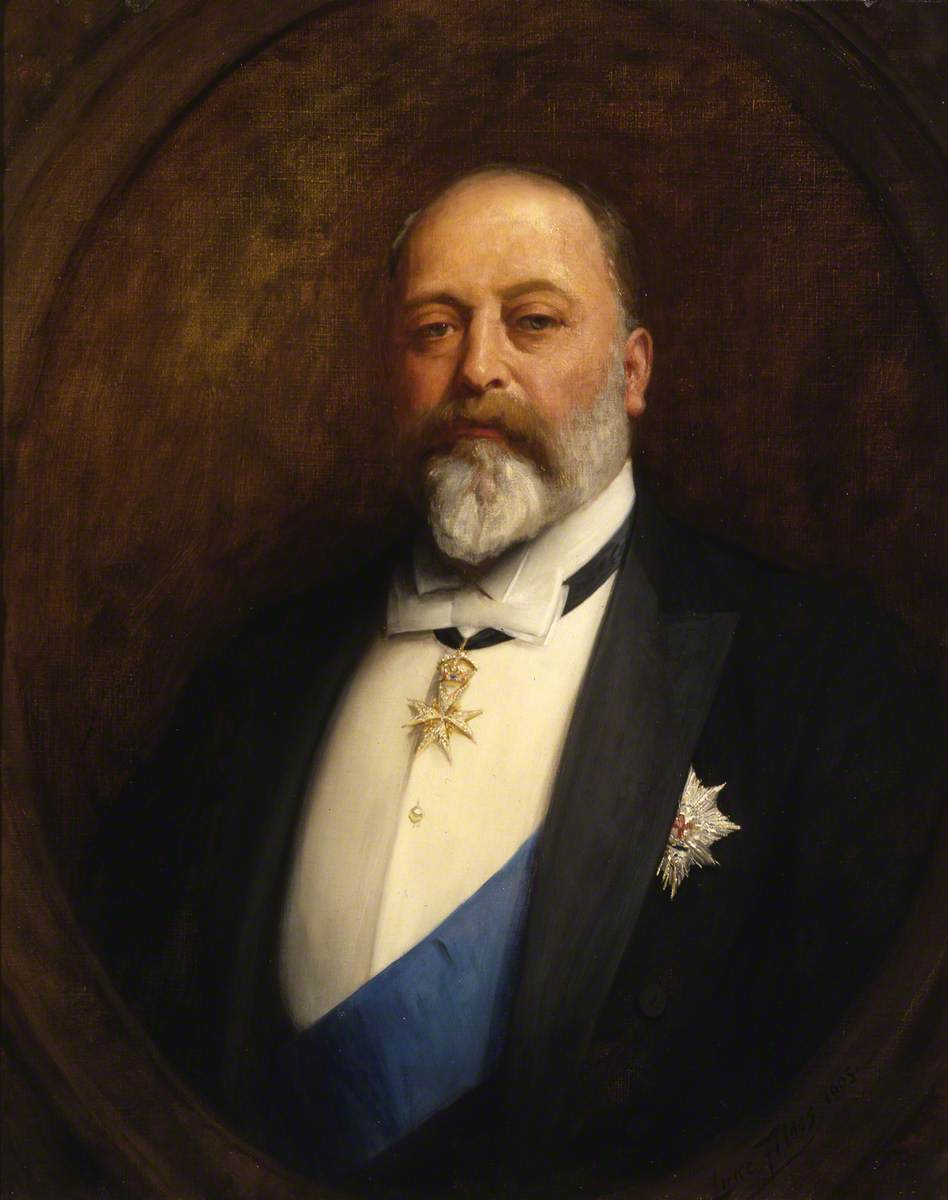
ادوارد هفتم امپراتور هند می‌شود

- ۱ ژانویه - ادوارد هفتم امپراتور هند اعلام شد.

- ۱۰ ژانویه - سلطنت آچه به طور کامل توسط نیروهای هلندی ضمیمه شد و آخرین سلطان را برکنار کرد و پایان جنگ آچه را که تقریباً ۳۰ سال به طول انجامید، رقم زد.

- ۱۹ ژانویه - اولین پخش رادیویی غرب به شرق از اقیانوس اطلس از ایالات متحده به انگلستان انجام شد (اولین پخش شرق به غرب در سال ۱۹۰۱ انجام شده بود).

فوریه
- ۱۳ فوریه - بحران ونزوئلا : پس از توافق با داوری در واشنگتن ، بریتانیا ، امپراتوری آلمان و ایتالیا با ونزوئلا به توافقی رسیدند که منجر به پروتکل‌های واشنگتن شد. محاصره دریایی که در سال ۱۹۰۲ آغاز شده بود، پایان یافت.

- ۲۳ فوریه - کوبا خلیج گوانتانامو را "به طور دائم" به ایالات متحده اجاره داد.

مارس
- ۲ مارس - در شهر نیویورک ، هتل مارتا واشنگتن ، اولین هتل منحصراً برای زنان، افتتاح شد.

- ۳ مارس - نیروی دریایی بریتانیا از طرح‌هایی برای ساخت کارخانه کشتی‌سازی رُزیث به عنوان پایگاه دریایی در رُزیث اسکاتلند خبر داد.

- ۵ مارس‌ - امپراتوری عثمانی و امپراتوری آلمان توافق‌نامه‌ای برای ساخت راه‌آهن قسطنطنیه-بغداد امضا کردند.

- ۱۲ مارس - دانشگاه پورتوریکو تأسیس شد.

- ۱۳ مارس - دولت جدید بریتانیا پس از لغو خلافت سوکوتو در غرب آفریقا، امتیاز آخرین وزیر خود را پذیرفت.

- ۱۴ مارس - پیمان هی-هِران ، که به ایالات متحده حق ساخت کانال پاناما را می‌داد، توسط سنای ایالات متحده تصویب شد. سنای کلمبیا بعداً این پیمان را رد کرد.

- ۱۹ تا ۲۱ آوریل - اولین کشتار کیشینف ، که از روز عید پاک آغاز شد، در کیشینف ، پایتخت استان بسارابیا در امپراتوری روسیه ، رخ داد. حداقل ۴۷ یهودی در جریان شورش اوباش که توسط مقالات افترای خون در مطبوعات و به رهبری کشیشان تشویق شده بود، کشته شدند.

- ۲۶ آوریل - اتلتیکو مادرید به عنوان یک باشگاه فوتبال حرفه‌ای در اسپانیا تأسیس شد.

- ۲۹ آوریل

ریزش سنگ ۳۰ میلیون متر مکعبی فرانک اسلاید، ۷۰ تا ۹۰ نفر را در فرانک، آلبرتا ، کشت.
زلزله ۷ ریشتری مانزیکرت، شرق ترکیه را تحت تأثیر قرار داد و ۳۵۰۰ کشته بر جای گذاشت.
مه
- ۴ مه×- گوتسه دلچف، انقلابی بلغاری-مقدونی، در درگیری با ارتش عثمانی کشته شد.

- ۱۸ مه - بندر بورگاس ، بلغارستان ، افتتاح شد.

- ۲۴ مه - مسابقه اتومبیل‌رانی پاریس-مادرید آغاز می‌شود که در طی آن حداقل هشت نفر کشته می‌شوند؛ دولت فرانسه این رویداد را در بوردو متوقف کرده و تمام خودروهای شرکت‌کنندگان را توقیف می‌کند.

- ۲۶ مه - روزنامه رومی دو لا پیند، قدیمی‌ترین روزنامه منتشر شده توسط و درباره آرومانی‌ها تا جنگ جهانی دوم ، تأسیس می‌شود.

## زادروزها
- ۱۱ ژانویه – آلن پیتون، نویسنده اهل آفریقای جنوبی (د. ۱۹۸۸)
- ۱۲ ژانویه – ایگور کورچاتوف، فیزیک‌دان روسی (د. ۱۹۶۰)
- ۲۲ ژانویه – فریتس هوترمنس، فیزیک‌دان آلمانی (د. ۱۹۶۶)
- ۱۳ فوریه – ژرژ سیمنون، نویسنده بلژیکی (د. ۱۹۸۹)
- ۲۴ فوریه – ولادیمیر بارتول، نویسنده اهل اسلونی (د. ۱۹۶۷)
- ۲۶ فوریه – جولیو ناتا، شیمی‌دان و مهندس ایتالیایی (د. ۱۹۷۹)
- ۱۸ مارس – گالئاتسو چیانو، دیپلمات و سیاست‌مدار ایتالیایی (د. ۱۹۴۴)
- ۱۰ آوریل – کلر لوس، سیاست‌مدار و دیپلمات آمریکایی (د. ۱۹۸۷)
- ۱۲ آوریل – یان تینبرگن، اقتصاددان هلندی (د. ۱۹۹۴)
- ۲۴ آوریل – خوزه آنتونیو پریمو دریورا، سیاست‌مدار و شاعر اسپانیایی (د. ۱۹۳۶)
- ۲۵ آوریل – آندری کولموگوروف، ریاضی‌دان و دانشمند علوم کامپیوتر روس (د. ۱۹۸۷)
- ۱۰ مه – هانس یناس، فیلسوف آلمانی (د. ۱۹۹۳)
- ۲۹ مه – باب هوپ، بازیگر آمریکایی (د. ۲۰۰۳)
- ۸ ژوئن - مارگریت یورسنار، رمان‌نویس و شاعر فرانسوی
- ۲۵ ژوئن - جورج اورول، رمان نویس بریتانیایی
- ۱۹ اوت – جیمز گولد کوزنس، نویسنده آمریکایی (د. ۱۹۷۸)
- ۱۵ سپتامبر – روی آکف، خواننده-ترانه‌سرای آمریکایی (د. ۱۹۹۲)
- ۱ اکتبر – ولادیمیر هوروویتس، پیانیست و آهنگساز روسی (د. ۱۹۸۹)
- ۴ اکتبر – جان آتاناسف، فیزیک‌دان و مهندس آمریکایی (د. ۱۹۹۵)
- ۶ اکتبر – ارنست والتون، فیزیک‌دان ایرلندی (د. ۱۹۹۵)
- ۲۷ نوامبر – لارس اونزاگر، فیزیک‌دان و مهندس نروژی (د. ۱۹۷۶)
- ۲۴ دسامبر – ژزف کورنل، مجسمه‌ساز، نقاش و کارگردان آمریکایی (د. ۱۹۷۲)
- ۲۸ دسامبر - جان فون نویمان، ریاضیدان و دانشمند آمریکایی مجارستانی‌الاصل

## درگذشت‌ها
- ۲۲ فوریه – هوگو ولف، آهنگساز اتریشی (ز. ۱۸۶۰)
- ۲۶ فوریه – ریچارد گاتلینگ، مخترع آمریکایی (ز. ۱۸۱۸)
- ۲۸ آوریل – جوسایا ویلارد گیبس، دانشمند آمریکایی (ز. ۱۸۳۹)
- ۲۰ ژوئیه – لئون سیزدهم، کشیش کاتولیک ایتالیایی (ز. ۱۸۱۰)
- ۲۲ اوت – رابرت گاسکوین-سسیل، سیاست‌مدار بریتانیایی (ز. ۱۸۳۰)
- ۴ اکتبر – اتو واینینگر، نویسنده و فیلسوف اتریشی (ز. ۱۸۸۰)